# Tabatière
Pour les articles homonymes, voir tabatière (homonymie).
 (août 2013).
Si vous disposez d'ouvrages ou d'articles de référence ou si vous connaissez des sites web de qualité traitant du thème abordé ici, merci de compléter l'article en donnant les références utiles à sa vérifiabilité et en les liant à la section « Notes et références ».

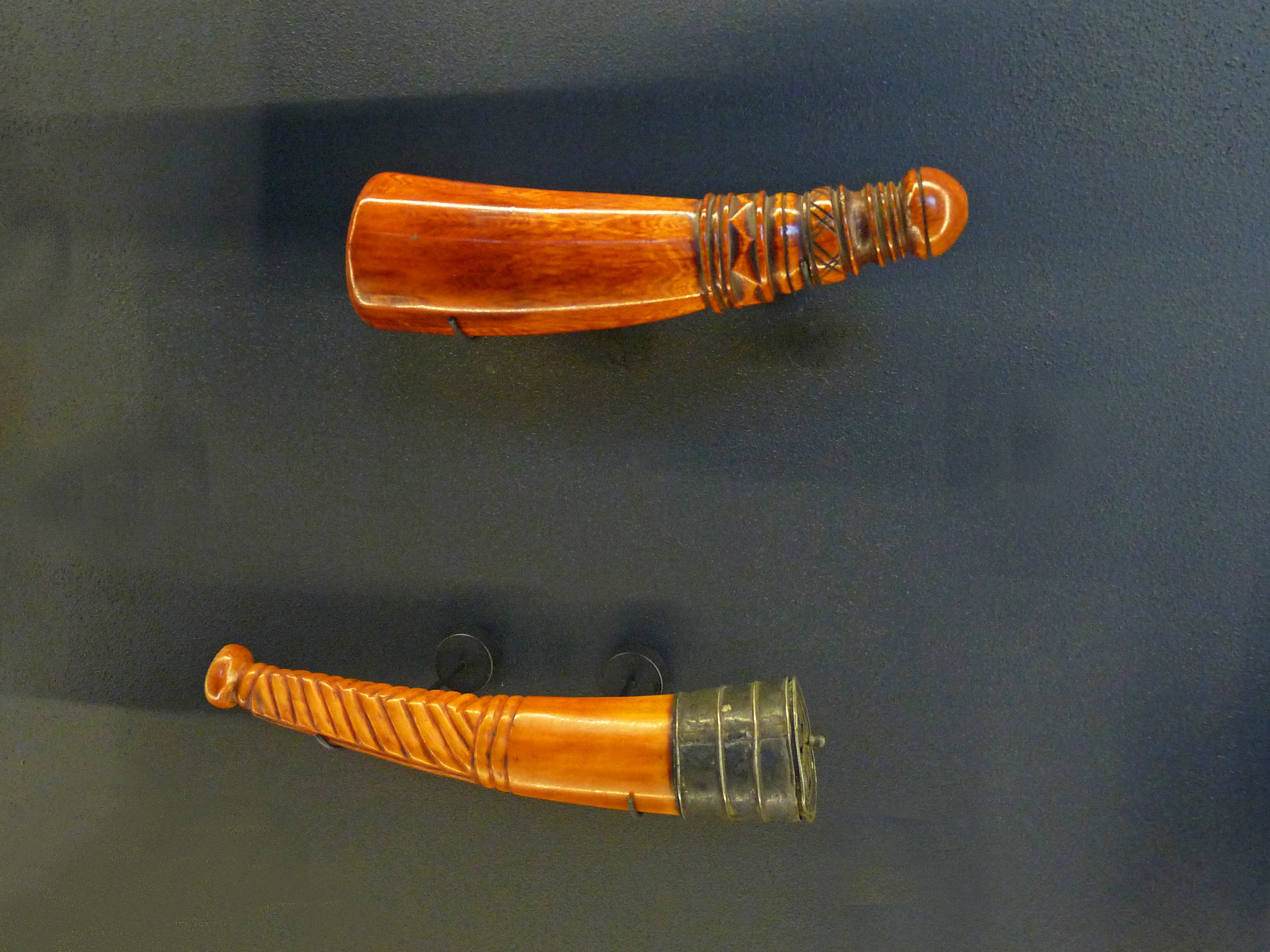
Tabatières des populations Toma de l'actuelle Guinée, ivoire et argent, XIXe siècle (Paris, musée du quai Branly).

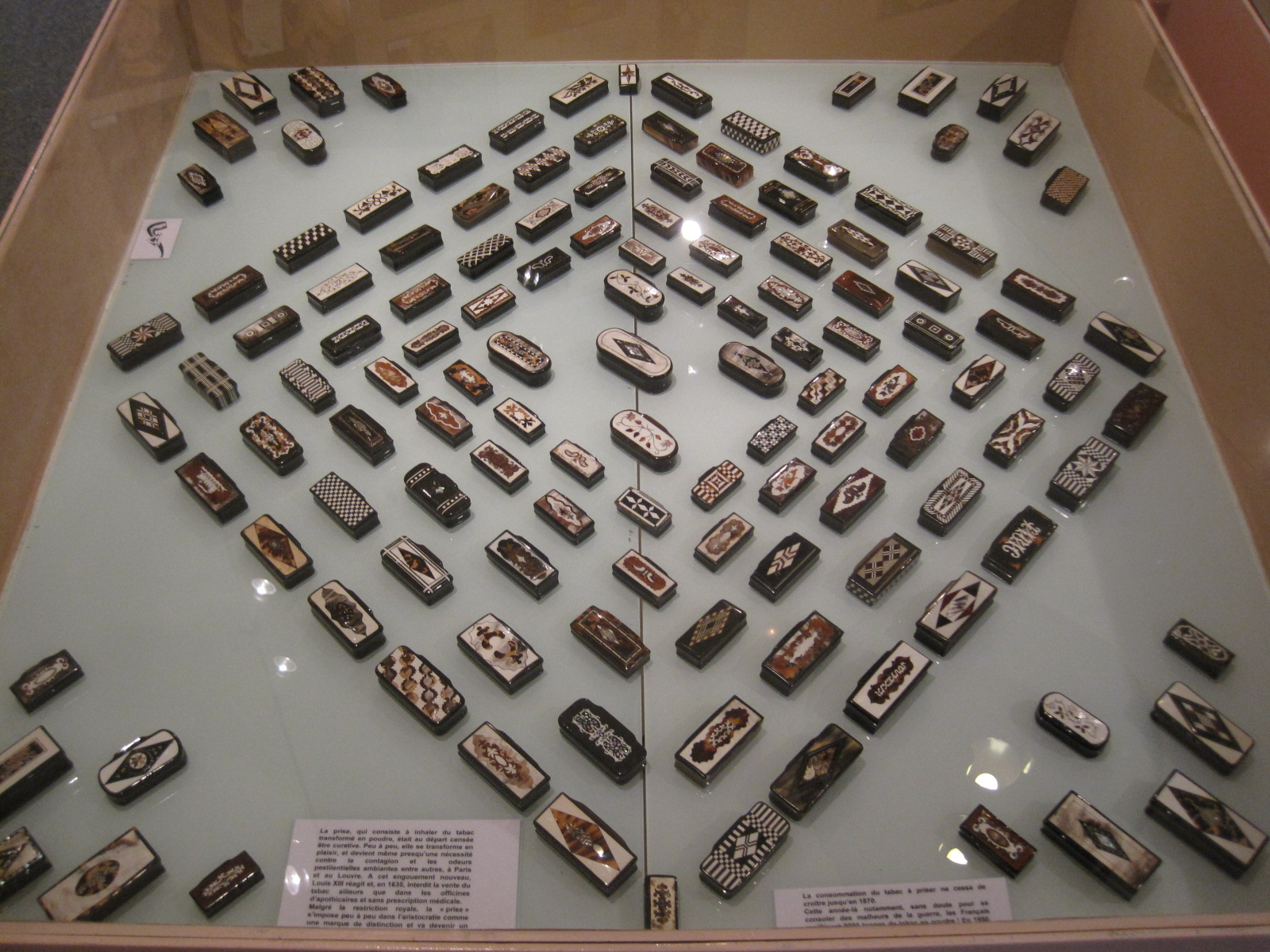
Quelques tabatières du Musée de la Pipe et du Diamant de Saint-Claude dans le Jura.

Une tabatière est un objet destiné à contenir du tabac à priser.

## Tabatière chez les Amérindiens

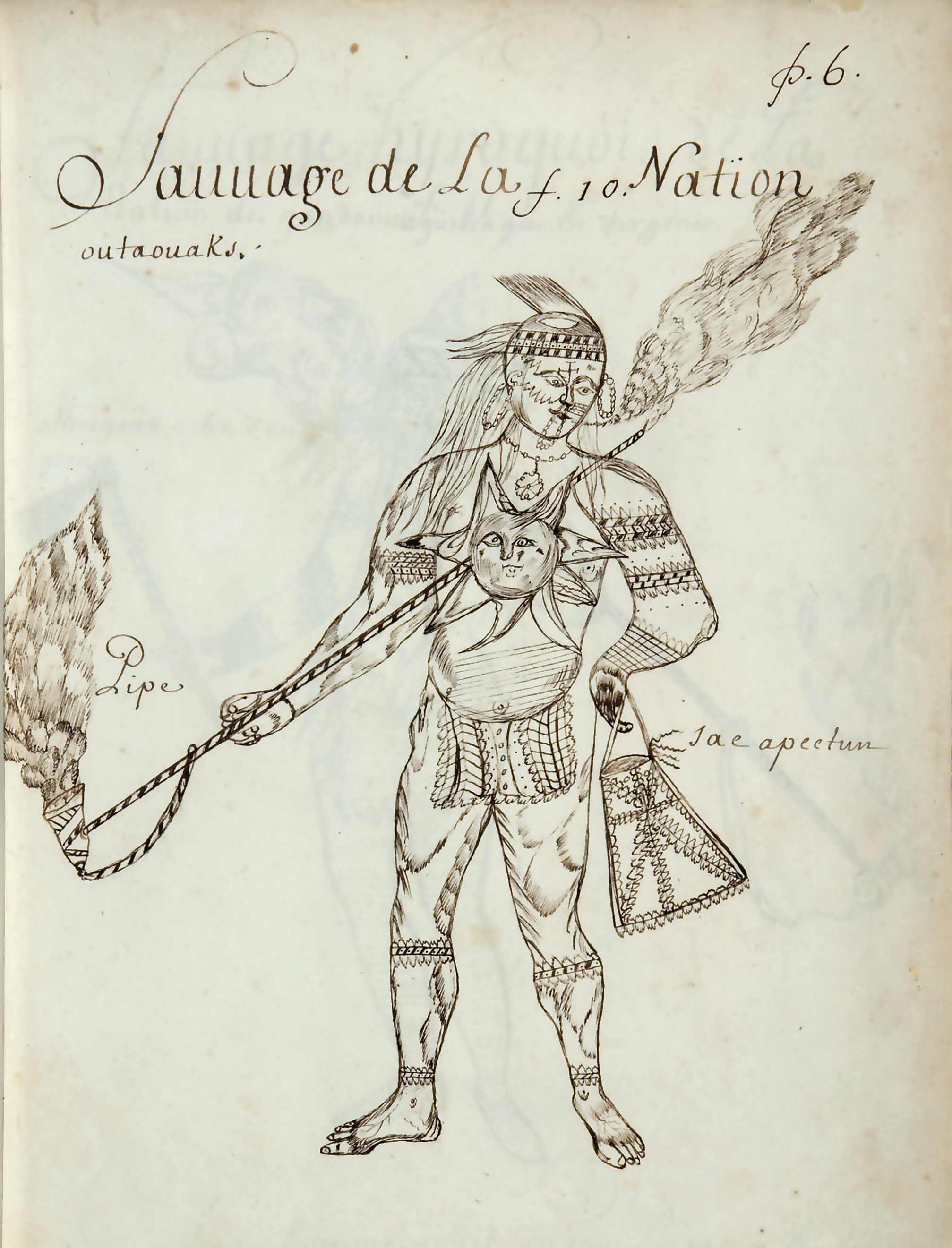
« Sauvage de la Nation outaouaks Pipe sac apeetun (sac à pétun). » Page du Codex canadensis, par Louis Nicolas, circa 1675 à 1682

Dans l'Histoire de la Nouvelle-France de Marc Lescarbot, publié en 1612, on y décrit la tabatière des Sauvages :
« Noz Sauvages font aussi grand labourage de Petun, chose tres pretieuse entr'eux, et parmi tous ces peuples universelement. C'est vne plante de la grandeur de Consolida major, dont ils succent la fumée avec vn tuyau en la façon que je vay dire pour le contentement de ceux qui n'en sçavent l'vsage. Apres qu'ils ont cuilli ceste herbe ils la mettent sécher à l'ombre, et ont certains sachets de cuir pendus à leur col ou ceinture, dans lesquels ils en ont toujours, et quant et quant vn calumet ou petunoir, qui est vn cornet troué par le côté, et dans le trou ils fichent vn long tuyau duquel ils tirent la fumée du petun qui est dans ledit cornet, après qu'ils l'ont allumé avec du charbon qu'ils mettent dessus. »

## Introduction du tabac en France et histoire de la tabatière à priser
À la cour espagnole et portugaise, le tabac fut longtemps utilisé comme simple plante d'ornement.
Ce n'est qu'au milieu du XVIe siècle que le médecin personnel de Philippe II commença à le propager en tant que médicament universel servant à soigner les rhumes, l'asthme et les troubles circulatoires pour n'en citer que quelques-uns.
La large feuille nervurée fut d'abord fumée dans une pipe puis fut prise sous forme de poudre hachée à l'aide d'une râpe.
L'ambassadeur de France au Portugal Jean Nicot (1530-1600), ayant eu connaissance des vertus médicales du tabac, l'introduisit à la cour de France et conseilla ce remède à Catherine de Médicis pour soulager ses migraines. Après quelques prises de tabac en poudre et plusieurs éternuements, ses migraines s'atténuèrent.
Le traitement fut un réel succès. La reine mère Catherine de Médicis en assura ainsi sa promotion et toute la cour se mit à priser. Il fut d'abord vendu chez les seuls apothicaires sous divers noms : "Herbe à la reine", "Cathérinaire", "Médicée", "Herbe à Nicot", "Herbe à l'Ambassadeur"...
En hommage à Jean Nicot, les botanistes appelèrent cette plante à tabac Nicotiana tabacum.
Plus tard, ses vertus sternutatoires et l'agrément que l'on éprouvait à respirer une poudre odorante susceptible de masquer les odeurs fort peu agréables des rues à cette époque fit que la mode s'étendit dans tout le royaume. On ajouta au tabac à priser des herbes ou huiles fines afin d'en affiner le goût.
Le tabac à priser, quelque peu exotique, était principalement réservé aux narines délicates des aristocrates, puis des bourgeois alors que la chique ne pouvait convenir qu'aux bouches les plus rustres.
On prisa donc dans un premier temps pour se soigner puis pour le plaisir.

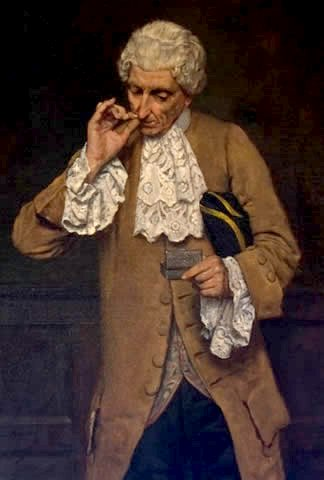
Homme prisant avec sa tabatière à la main.

Priser du tabac devint très répandu en Europe et dans les salons européens il était fréquent d'être interrompu dans sa conversation par le son d'un éternuement, alors considéré comme distingué. Les femmes prisaient avec autant d'ardeur que les hommes. Il était de bon ton de changer de tabatière chaque jour. Celles-ci s'adaptaient volontiers aux vêtements comme aux états d'âme de leur propriétaire. Extraites de la poche ou d'un petit sac, on les passait de main en main dans les salons, ce qui permettait de déterminer le rang social et la richesse du propriétaire.
De ce fait, les tabatières très souvent décorées devinrent le dernier accessoire à la mode mais aussi un important symbole de statut social.
À ce titre, la tabatière était souvent offerte comme cadeau ou portée en tant que bijoux. Elles s'offraient volontiers en gage d'amour avec le portrait de l'être aimé, ou pour signifier son amitié.
Les modèles précieux, remplis d'argent ou de pierres précieuses se transformaient en cadeaux diplomatiques ou militaires. 

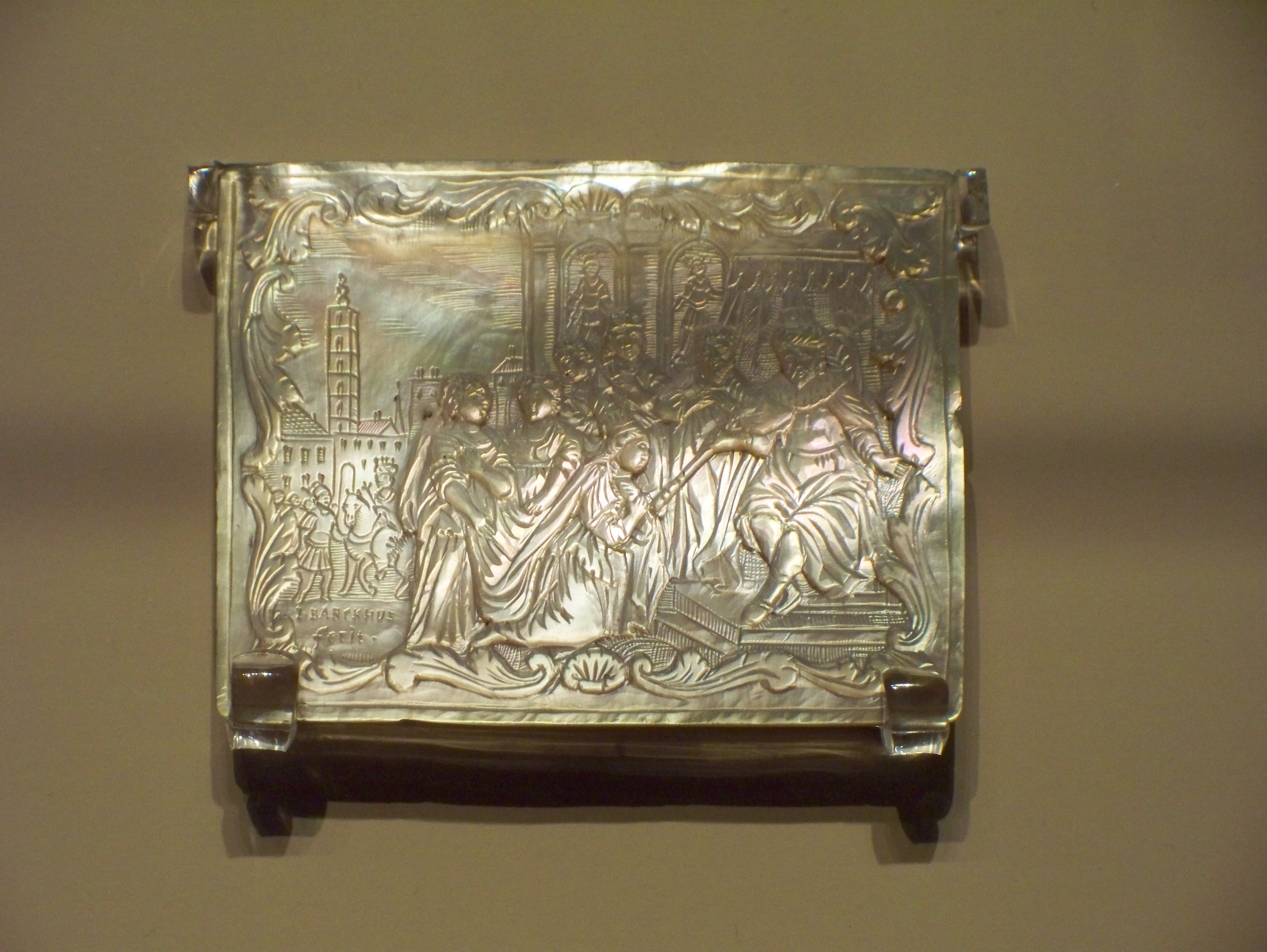
Esther devant Assuérus, couvercle de tabatière en nacre, sud des Pays-Bas, 1700-1725.

Le roi Louis XIV, qui n'était pas priseur, en faisait faire de nombreuses et des plus coûteuses, pour les offrir aux représentants des puissances étrangères auxquels il avait à faire. Les tabatières étaient alors principalement faites d'or rehaussé de pierres précieuses, d'argent, en émail, en nacre, en porcelaine, en laque d'orient ou en vernis Martin (imitation de laque).
Avec le temps et l'essor de sa culture (le tabac en poudre des fermiers généraux fabriqué principalement à Morlaix était très apprécié), le tabac devint de plus en plus populaire pour finalement toucher toutes les couches de la société.
Ainsi, à la Révolution, la tabatière n'est plus réservée aux gens riches, le tabac s'est démocratisé et le peuple prise.
La tabatière devint également le signe de ralliement des sans-culottes et fut grandement utilisée par l'armée.
L'or fut remplacé par le « pomponne », mis au point par deux orfèvres, Turgot et Daumy, installés à la fin du XVIIIe siècle dans l'hôtel de Pomponne, rue de la Verrerie à Paris. Il s'agit d'un alliage à base de cuivre destiné à imiter l'or ou l'argent. Louis XV leur accorda un privilège de fabrication, alors que jusqu'alors, toute imitation était interdite.
De nouveaux matériaux virent le jour : papier mâché, cuir, écorce... La servante, la lavandière, comme le plus pauvre des paysans avaient également leur « boîte à priser ».
Ainsi, d'abord vendu chez les seuls apothicaires, le tabac fini par trôner derrière les comptoirs d'épicerie avant de rejoindre certaines maisons de jeux et débit de boissons nommés "tabagies" .

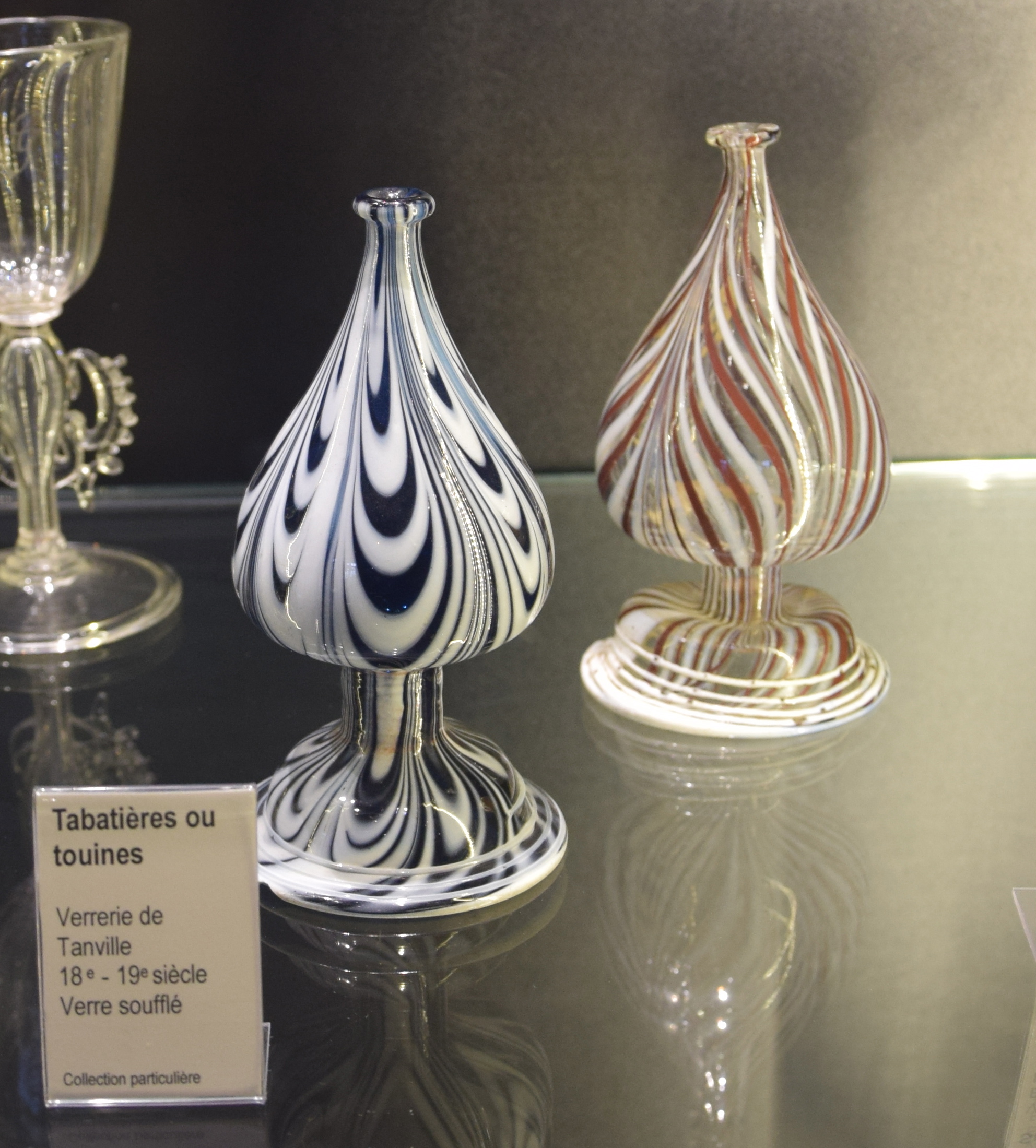
Deux touines en verres soufflées.

Il existe de nombreuses formes et tailles de tabatières, soit de poche soit de table, selon son utilisation à l'extérieur ou à l'intérieur.
La tabatière de poche doit être plate et de petite dimension afin de tenir aisément dans la poche. Sa forme doit aider la main à la tenir horizontale ; son ouverture doit être suffisante pour permettre la pincée de deux doigts et sa fermeture parfaitement étanche afin d'éviter toute humidité non désirée.
Quant aux tabatières dites « secouettes », elles se caractérisaient par le fait qu'à la différence des tabatières classiques, elles n'avaient pas de couvercle mais possédaient un trou à l'origine pourvu d'un bouchon de liège. Les marins français, principalement bretons, utilisaient des secouettes faites d'argile cuite. C'est à la ville de Quimper qu'est associée leur fabrication".

## Tabatières d'Europe
Les tabatières européennes sont des boîtes à couvercle, dans lesquels les doigts sont trempés pour prendre le tabac qui, à l'origine, était surtout prisé plus que fumé.
De nombreux artistes décorèrent les couvercles et l'intérieur des tabatières. L'artiste suédois Carl Gustav Klingstedt y gagna le surnom de Raphaël des tabatières. En Russie, Johann Gottlieb Scharff est connue pour ses tabatières décorèes pour Catherine II.

Tabatières ovales en argent doré de l'orfèvrerie strasbourgeoise du 18e siècle.
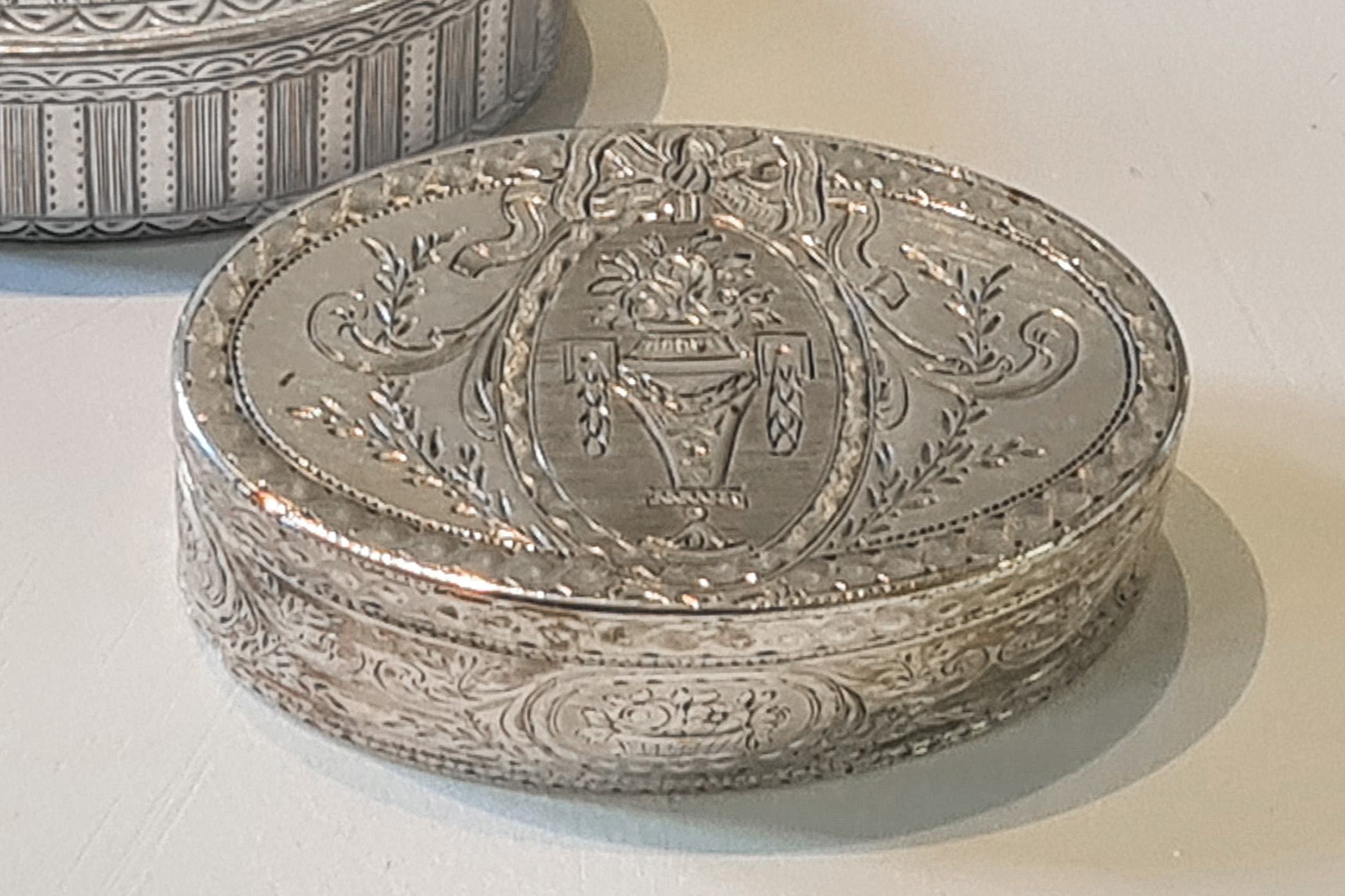
Tabatière de Carl Ludwig Emmerich (1784)[3].
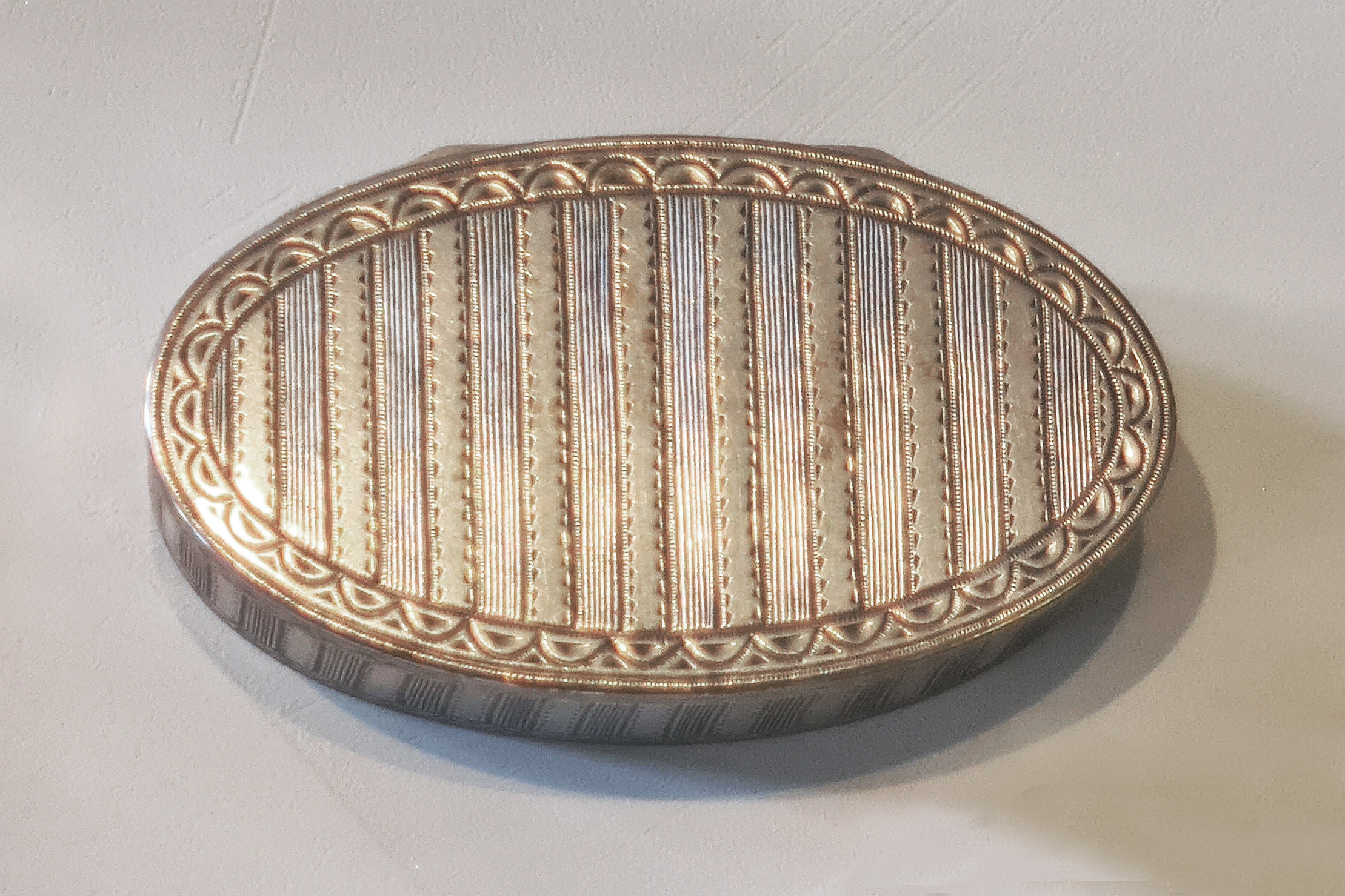
Tabatière de Jean Regnard Burand (1789)[4].

## Tabatières de Chine
C'est vers 1600 que le tabac, la « drogue étrangère », arrive dans le pays, mais les tabatières de Chine, sont des fioles dont le bouchon est prolongé par une petite spatule en ivoire — protégeant ainsi le tabac de l'humidité.
L'usage du tabac est d'abord réservé à l'élite — l'empereur, sa cour, les hauts fonctionnaires, les lettrés — et on lui prête des vertus médicinales. Ce n'est qu'au XVIIIe siècle qu'il se popularise, et tous les chinois se mirent à priser et à renifler. Ce qui explique pourquoi l'on peut trouver quantité de tabatières chinoises, différentes en quantités et en qualités selon l'époque.
Les prix aussi sont très diversifiés et s'échelonnent de 300 € à 30 000 € et même 80 000 € pour certaines pièces uniques et très anciennes, comme un flacon en émail peint datant du règne Qianlong (1736-1796) et représentant des personnages européens.
- Tabatière en verre overlay : plusieurs couches de verre de couleurs différentes se superposant.
- Tabatière en pierre dure à décor sculpté en relief : jade, néphrite, agate, améthyste, cristal de roche, serpentine.
- Tabatière en émail peint.

## Dans la culture populaire
- La comptine « J'ai du bon tabac dans ma tabatière », sur wikisource